# 동청송영양 나들목
동청송영양 나들목(E.Cheongsong-Yeongyang IC)은 경상북도 청송군 진보면 괴정리에 설치된 서산영덕고속도로의 32번 나들목이다. 청송군 진보면, 영양군으로 진출할 수 있으며, 2016년 12월 26일에 개통되었다.
본래 고속도로 건설 계획에는 없었으나 영양군의 요구로 설계에 포함되어 건설되었다. 설계 당시 가칭은 영양 나들목이라는 가칭으로 불렸다. 나들목 진출입로는 진보면 신촌리와 접하고 있다.

## 역사
- 2010년 5월 11일 : 나들목 신설을 위해 청송군 도시계획시설 교통광장에 진보면 괴정리 일원을 영양 나들목으로 고시[1]
- 2016년 12월 23일 : 개통일을 12월 26일로 연기[2]
- 2016년 12월 26일 : 서산영덕고속도로 상주 ~ 영덕 구간 개통과 함께 동청송영양 나들목으로 영업 개시[3]

## 구조물 정보
- 위치: 경상북도 청송군 진보면 괴정리
- 영업소: 경상북도 청송군 진보면 경동로 5202-63

## 접속하는 도로
- 국도 제34호선 (경동로)
- 간접 연결 : 지방도 제920호선 (미개통)

## 교통량 정보
| 요금소              | 통행량 (대/일) | 통행량 (대/일) | 통행량 (대/일) | 통행량 (대/일) | 각주  |
| 요금소              | 2016년         | 2017년         | 2018년         | 2019년         | 각주  |
| ------------------- | -------------- | -------------- | -------------- | -------------- | ----- |
| 동청송영양 (폐쇄식) | 1,738          | 1,202          | 1,287          | 1,388          | [ 4 ] |